# Hotel Giant
Hotel Giant – symulator ekonomiczny wydany w 2002 przez JoWooD.
Gracz kieruje różnymi placówkami, od skromnych pensjonatów pod miastem po pięciogwiazdkowe hotele w centrum. Wybiera lokalizację kolejnych, wykupuje ziemię pod budowę i troszczy się o wystrój wnętrz. Walczy z konkurencją o klientów, podnosi poziom usług oraz kwalifikacje personelu i zawsze zaspokaja potrzeby gości. Reaguje też na ich uwagi. Dotyczą one zwykle wyposażenia i usług hotelowych.